# Cadiorapa albivena
Cadiorapa albivena är en fjärilsart som beskrevs av George Francis Hampson 1910. Cadiorapa albivena ingår i släktet Cadiorapa och familjen nattflyn. Inga underarter finns listade i Catalogue of Life.